# Potosi (Wisconsin)
Potosi és una població dels Estats Units a l'estat de Wisconsin. Segons el cens del 2000 tenia 711 habitants.

## Demografia
Segons el cens del 2000, Potosi tenia 711 habitants, 302 habitatges, i 199 famílies. La densitat de població era de 166,4 habitants per km².
Dels 302 habitatges en un 29,5% hi vivien nens de menys de 18 anys, en un 57% hi vivien parelles casades, en un 6% dones solteres, i en un 34,1% no eren unitats familiars. En el 30,8% dels habitatges hi vivien persones soles el 18,2% de les quals corresponia a persones de 65 anys o més que vivien soles. El nombre mitjà de persones vivint en cada habitatge era de 2,35 i el nombre mitjà de persones que vivien en cada família era de 2,96.
Per edats la població es repartia de la següent manera: un 24,1% tenia menys de 18 anys, un 8,3% entre 18 i 24, un 26,6% entre 25 i 44, un 23,2% de 45 a 60 i un 17,9% 65 anys o més.
L'edat mediana era de 38 anys. Per cada 100 dones de 18 o més anys hi havia 97,1 homes.
La renda mediana per habitatge era de 35.294 $ i la renda mediana per família de 47.955 $. Els homes tenien una renda mediana de 28.478 $ mentre que les dones 25.982 $. La renda per capita de la població era de 17.189 $. Aproximadament el 4,9% de les famílies i el 7,3% de la població estaven per davall del llindar de pobresa.

## Poblacions més properes
El següent diagrama mostra les poblacions més properes.